# 노영순
노영순(盧永淳)은 고려의 문신이다. 본관은 교하(交河)이며, 기계현(杞溪縣) 출신이다. 벼슬은 평장사(平章事)에 이르렀다. 시호는 경숙(敬肅)이다.

## 생애
고려 의종(毅宗) 때 내시(內侍)로 들어가 합문지후(閤門祇候)가 되었다. 동북면병마사(東北面兵馬使)와 춘주도안찰사(春州道按察使)가 경기도(京畿道)의 이천현(伊川縣)·안협현(安峽縣), 동주(東州)의 평강현(平康縣), 동계(東界)의 영풍진(永豊鎭)·의주(宜州) 및 서해도(西海道)의 곡주(谷州) 경내(境內)에 도적이 횡행하여 이를 소탕해 줄 것을 요청하자 왕명으로 도적의 두목인 이쌍(異雙)과 원의박(員衣朴) 등을 체포해 사형하고 일당을 토평하였다. 후에 승선(承宣)에 임명되었다. 
1170년(의종 24) 정중부(鄭仲夫)의 난 때 왕을 호종(扈從)하던 신료들이 많이 화를 당했으나, 노영순은 본래 무관 집안 자손이며 무신(武臣)들과 친해서 화를 면했다. 벼슬은 평장사(平章事)에 이르렀다.

## 가족
- 아버지 : 노안맹(盧安孟) - 공부상서(工部尙書) 좌우위상장군(左右衛上將軍)
- 처부 : 이광필(李光弼) - 대부주부(大府主簿) 
  - 부인 : 낙랑군부인(樂浪郡夫人) 이씨(李氏)
    - 아들 : 노탁유(盧卓儒)
    - 며느리 : 반씨(潘氏) - 검교소감(檢校少監) 반사□(潘思□)의 딸
    - 아들 : 노효돈(盧孝敦) -  음서(蔭敍)로 벼슬을 시작해 문하시랑평장사(門下侍郞平章事)에 이르렀다.